# Ziemowit Wojciechowski
Ziemowit Wojciechowski (ur. 3 października 1948 w Gdańsku) – polski florecista, trener, srebrny medalista mistrzostw świata, olimpijczyk.
Indywidualny mistrz Polski w latach 1974–1975, 1977.
Srebrny medalista mistrzostw świata w Grenoble (1974) w turnieju drużynowym (partnerami byli: Marek Dąbrowski, Jerzy Kaczmarek, Lech Koziejowski, Leszek Martewicz).
Na igrzyskach olimpijskich w Montrealu (1976) wystartował w turnieju indywidualnym zajmując 24. miejsce oraz był członkiem polskiej drużyny (partnerami byli: Marek Dąbrowski, Arkadiusz Godel, Lech Koziejowski, Leszek Martewicz), która zajęła 5. miejsce.
Był mężem brytyjskiej olimpijki Susan Wrigglesworth.